# Lelina, Șoldănești
Lelina este un sat din cadrul comunei Salcia din raionul Șoldănești, Republica Moldova.